# Flavio Severiano
Flavio Severiano (en latín, Flavius Severianus, fallecido en 313) era hijo del emperador romano Severo II.

## Biografía
Después de que su padre muriera en 307 en Italia tras haberse rendido a sus rivales Maximiano y Majencio, el joven hijo de Severo, Flavio Severiano, buscó refugio en la parte oriental del imperio gobernada por Galerio. 
Cuando Galerio murió en 311, Severiano sospechó que Licinio tenía la intención de eliminarlo como potencial rival en sus ambiciones de gobernar el Oriente, por lo que huyó con Maximino Daya en Asia, quien lo nombró praeses o gobernador de la provincia de Isauria.
En agosto de 313, Maximino Daya fue a la guerra contra Licinio. Severiano lo acompañó en esta campaña, que terminó con la derrota de Daya. Severiano fue capturado tras la muerte de Daya, y Licinio lo hizo ejecutar bajo el pretexto de que Severiano tenía la intención de asumir el cargo imperial.
Prácticamente todo lo que se conoce sobre Flavio Severiano proviene de los escritos de Lactancio.